# Tibor Slebodník
Tibor Slebodník (Jánovce, 21 settembre 2000) è un calciatore slovacco, centrocampista del Dukla B.B..

## Carriera

### Club
Cresciuto nel settore giovanile del Tatran Prešov, nel 2018 viene acquistato dal Poprad con cui debutta l'11 agosto in occasione del match di seconda divisione perso 4-0 contro lo Skalica.
Il 7 luglio 2020 viene acquistato a titolo definitivo dallo Žilina.

### Nazionale
Ha giocato nella nazionale slovacca Under-21.

## Statistiche

### Presenze e reti nei club
Statistiche aggiornate al 7 ottobre 2021.
| Stagione        | Squadra         | Campionato      | Campionato | Campionato | Coppe nazionali | Coppe nazionali | Coppe nazionali | Coppe continentali | Coppe continentali | Coppe continentali | Altre coppe | Altre coppe | Altre coppe | Totale | Totale |
| Stagione        | Squadra         | Comp            | Pres       | Reti       | Comp            | Pres            | Reti            | Comp               | Pres               | Reti               | Comp        | Pres        | Reti        | Pres   | Reti   |
| --------------- | --------------- | --------------- | ---------- | ---------- | --------------- | --------------- | --------------- | ------------------ | ------------------ | ------------------ | ----------- | ----------- | ----------- | ------ | ------ |
| 2018-2019       | Poprad          | 1L              | 7+1        | 0          | CS              | 1               | 0               |                    | -                  | -                  |             | -           | -           | 9      | 0      |
| 2019-2020       | Poprad          | 1L              | 17         | 2          | CS              | 3               | 3               |                    | -                  | -                  |             | -           | -           | 20     | 5      |
| 2020-2021       | Žilina II       | 1L              | 20         | 7          |                 | -               | -               |                    | -                  | -                  |             | -           | -           | 20     | 7      |
| 2020-2021       | Žilina          | SL              | 11         | 3          | CS              | 4               | 1               |                    | -                  | -                  |             | -           | -           | 15     | 4      |
| 2021-2022       | Žilina          | SL              | 10         | 0          | CS              | 0               | 0               | UECL               | 7                  | 1                  |             | -           | -           | 17     | 1      |
| Totale carriera | Totale carriera | Totale carriera | 66         | 12         |                 | 8               | 4               |                    | 7                  | 1                  |             | -           | -           | 81     | 17     |